# Международный конкурс имени Роберта Шумана
Международный конкурс имени Роберта Шумана (нем. Internationaler Robert-Schumann-Wettbewerb) — конкурс исполнителей академической музыки (и прежде всего сочинений Роберта Шумана). Первые два конкурса прошли в 1956 и 1960 гг. в рамках торжественных мероприятий к 100-летию со дня смерти и 150-летию со дня рождения композитора соответственно; конкурсная часть состоялась в Берлине, а более широкая фестивальная программа — на родине Шумана в Цвиккау. Начиная с третьего конкурса он проходит в Цвиккау. Периодичность конкурса колеблется между тремя и четырьмя годами. В ходе первых четырёх конкурсов победитель определялся в двух номинациях: фортепиано и вокал (1956, 1963, 1966), вокал и струнный квартет (1960). Начиная с 1969 г. конкурс проводится по трём номинациям: фортепиано, мужской вокал и женский вокал.
С 1964 г. в Цвиккау вручается также Премия Роберта Шумана.

## Победители
| год  | фортепиано                   | мужской вокал                                            | женский вокал                   | вокал                                           | струнный квартет                                                      |
| 1956 | Аннерозе Шмидт (ГДР)         |                                                          |                                 | Александр Ведерников, Кира Изотова (оба — СССР) |                                                                       |
| 1960 |                              | Виталий Громадский (СССР)                                |                                 |                                                 | Квартет Туре Йонсена (Швеция) (второе место — квартет Петера Комлоша) |
| 1963 | Нелли Акопян (СССР)          |                                                          |                                 | Карлхайнц Штрычек (ГДР)                         |                                                                       |
| 1966 | Элисо Вирсаладзе (СССР)      |                                                          |                                 | Ионел Пантя (Румыния)                           |                                                                       |
| 1969 | Дежё Ранки (Венгрия)         | Рубен Лисициан (СССР)                                    | Хайди Бертольд-Рисс (ГДР)       |                                                 |                                                                       |
| 1974 | Павел Егоров (СССР)          | Ласло Полгар (Венгрия) (второе место — Сергей Лейферкус) | Мицуко Сираи (Япония)           |                                                 |                                                                       |
| 1977 | Эмма Тахмизян (Болгария)     | Борис Марешкин (СССР) (второе место — Алибек Днишев)     | Эдит Винс (Канада)              |                                                 |                                                                       |
| 1981 | Ив Анри (Франция)            | Юрген Курт (ГДР)                                         | не присуждена                   |                                                 |                                                                       |
| 1985 | Тамара Сипрашвили (СССР)     | Карстен Мевес (ГДР)                                      | не присуждена                   |                                                 |                                                                       |
| 1989 | Эрик Лесаж (Франция)         | Франк Шиллер (ГДР)                                       | не присуждена                   |                                                 |                                                                       |
| 1993 | Темиржан Ержанов (Казахстан) | Локи Чунг (Южная Корея)                                  | не присуждена                   |                                                 |                                                                       |
| 1996 | Михаил Мордвинов (Россия)    | Генрик Бём (Германия)                                    | Рисако Куросава (Япония)        |                                                 |                                                                       |
| 2000 | Киаи Нара (Япония)           | не присуждена                                            | Анетта Даш (Германия)           |                                                 |                                                                       |
| 2004 | Акико Ямамото (Япония)       | не присуждена                                            | Колин Бальцер (Канада)          |                                                 |                                                                       |
| 2008 | Мицука Кано (Япония)         | не присуждена                                            | Анне-Тереза Альбрехт (Германия) |                                                 |                                                                       |
| 2012 | Алёша Юринич (Хорватия)      | Мауро Петер (Швейцария)                                  | Анна Люция Рихтер (Германия)    |                                                 | -                                                                     |